# Крестное знамение

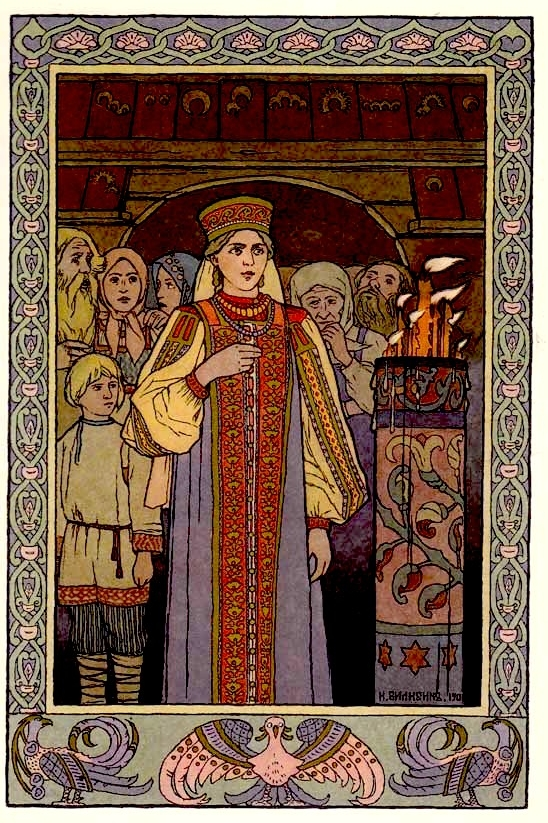
И. Я. Билибин. Иллюстрация к сказке «Иван Царевич и Серый Волк». 1900-е годы

Кре́стное зна́мение (церк.-слав. крⷭ҇тное зна́менїе — «знак креста») в христианстве — молитвенный жест, представляющий собой изображение креста движением кисти руки. Крестное знамение совершается в разных случаях, например, при входе и выходе из храма, перед или после произнесения молитвы, во время богослужения, как знак исповедания своей веры и в других случаях; также при благословении кого-либо или чего-либо. Есть несколько фразеологических оборотов, обозначающих действие человека, совершающего крестное знамение: «осенять себя крестным знамением», «совершать крестное знамение», «налагать на себя крестное знамение», «(пере)креститься» (не путать со значением «принять таинство Крещения»), а также «назнаменова́ть(ся)». Крестное знамение используется во многих христианских конфессиях, различаясь вариантами сложения пальцев (обычно в этом контексте употребляется церковнославянское слово «персты»: «сложение перстов», «перстосложение») и направлением движения руки.

## Православие
В православии крестное знамение характеризует телесное выражение христианских догматов, исповедание христианской веры в Святую Троицу и Богочеловека Иисуса Христа, выражение любви и благодарности Богу, защита от действия падших духов. Используются три варианта перстосложения: двоеперстие, троеперстие и именословное перстосложение.

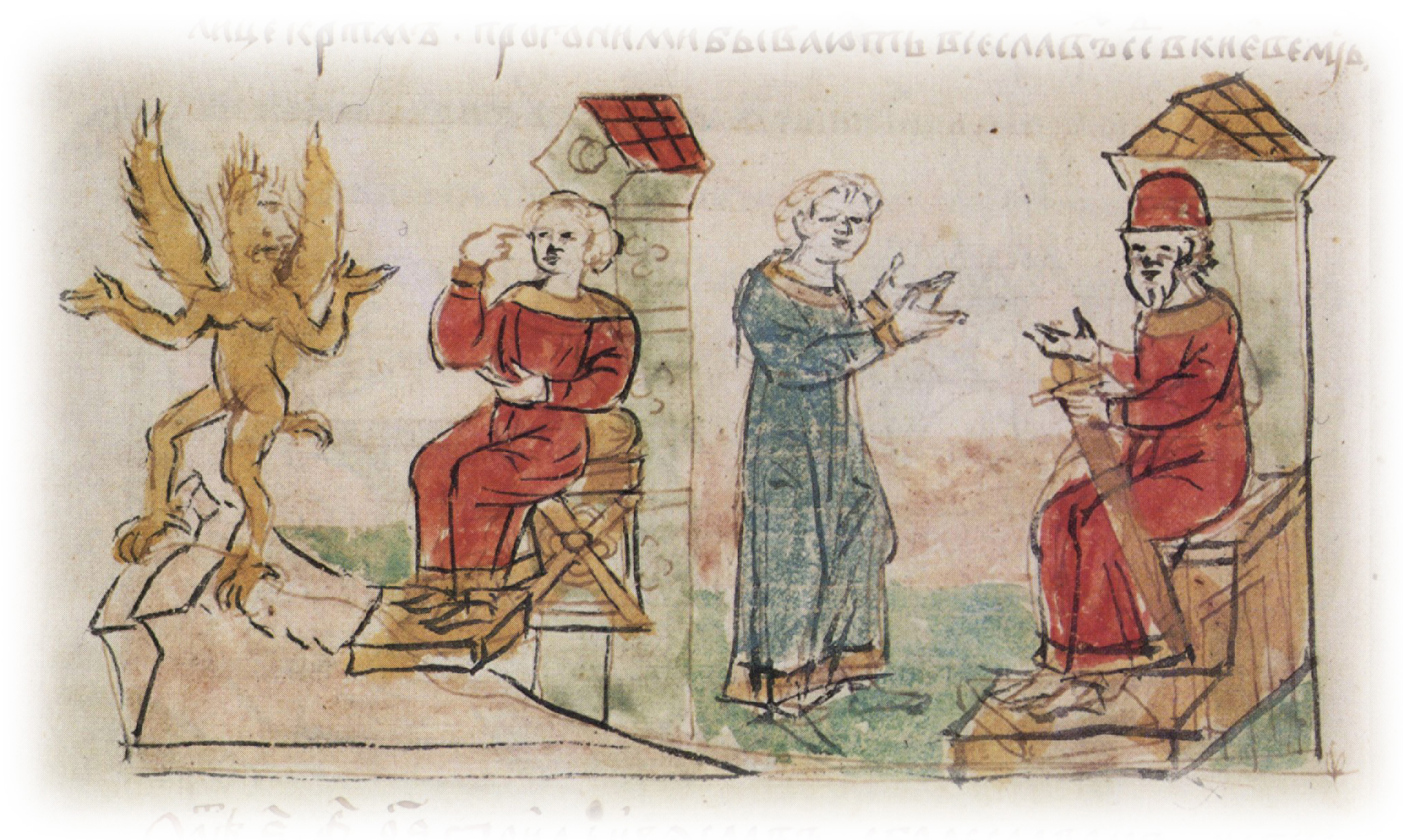
Освобождение от бесовских мыслей с помощью крестного знамения. Миниатюра из Радзивилловской летописи, конец XV века

Максим Грек в сочинении «Сказка, како знаменатися крестным знамением» писал, что пальцы надо складывать в двоеперстие, а крестное знамение надо класть на лоб, на пуп, на правое плечо, а затем на левое. Стоглавый собор в 1551 году в 31-й и 32-й главах определил, что персты надо складывать двуперстно, а крестное знамение надо класть сначала на чело (лоб); далее на перси (грудь), туда где сердце; затем на правое плечо; и наконец на левое плечо: «А҆ та́кѡ є҆́сть пра́во крⷭ҇ти́тисѧ: пе́рвое положи́ти рꙋ́кꙋ на челѣ̀ свое́мъ, пото́мъ на пе́рсѣхъ, та́же на пра́вомъ плечѣ̀, пото́мъ на лѣ́вомъ. То є҆́сть и҆́стинное воѡбраже́нїе крⷭ҇тномꙋ зна́менїю», — тех, кто так не крестится, согласно 32-й главе Стоглава необходимо было отлучать от Церкви: «А҆ кто̀ нѐ внима́етъ, нѝ послꙋ́шаетъ бл҃га́гѡ наказа́нїѧ, да бꙋ́детъ ѿлꙋче́нъ». Спустя 76 лет в Москве, в 1627 году, был издан «Большой катехизис», или «Беседовник» Лаврентия Зизания, во 2-й главе которого изложена иная точка зрения: вопреки определению Стоглава, вместо персей-груди и области сердца крестное знамение надо было класть уже на живот: «и҆ возлага́емъ на чело̀, та́же на живо́тъ, и҆ на десно́е и҆ на лѣ́вое ра́мо» (Лаврентий повторил то, что он писал о крестном знамении в своем «Лексисе», изданном в Вильно в 1596 году). В 1644 году издана в Москве «Кириллова книга», сборник, составленный Стефаном Зизанием, который ранее издавался на польском и западнорусском языках в 1596 году в Вильне, в 14-й главе которой, вопреки определению Стоглава, вместо персей-груди и области сердца крестное знамение надо было класть также на живот: «Та́же полага́емъ и҆́хъ [персты̀] наживо́тъ». В 1648 году в Москве Стефаном Вонифантьевым была напечатана в славяно-русском переложении «Книга о вере истинной православной», составленная ранее игуменом Киево-Михайловского монастыря Нафанаилом, в ней, помимо двоеперстия, в 9-й главе снова вместо персей-груди и области сердца крестное знамение надо было класть также на живот: «пото́мже кладе́мъ рѹ́кꙋ на живо́тъ».
В 1656 году в Москве, уже в связи с церковной реформой, была издана книга «Скрижаль», в которую было помещено, переведенное с греческого из книги «Сокровище» (Θησαυρός) середины XVI века, сочинение Дамаскина монаха, иподиакона и Студита «Слово в поклонение честнаго и животворящего Креста, глаголемое третью Неделю святых постов», в нём сказано, что креститься надо тремя перстами, а начертание креста надо делать на лоб, на живот (церк.-слав. чре́во, др.-греч. κοιλία), на правое плечо, на левое плечо: «вели́кїй пе́рстъ, и҆ дрꙋгі́ѧ два̀ сꙋ́щаѧ бли́зь є҆гѡ̀. та́же пе́рвѣе ѹ҆́бо да̀ положи́тъ ю҆̀ начелѣ̀ свое́мъ, вто́рое на̀ чре́вѣ свое́мъ, тре́тїе на̀ пра́вѣмъ ра́мѣ, и҆ четве́ртое налѣ́вомъ ра́мѣ».
В настоящее время в Русской православной церкви принято совершать крестное знамение в новом обряде следующим образом:
В священной книге «Псальтирь», по которой учились и воспитывались с древних времен православные люди, сказано в «кратком изъявлении» — «о еже како православному христианину, по древнему преданию святых Апостол и Св. Отец… подобает на себе знамение креста изображати». «…полагаем я: первое на челе (на лбу) нашем, его же касается вышний рог креста, второе на чреве (на животе) нашем, его же достизает нижний рог креста, третие на правом раме (плече) нашем, четвертое же на левом, ими же знаменуются поперечне простертии концы креста, на нем же распятый за нас Господь наш Иисус Христос руце прострый, вся языки расточенные в концах во едино собра».
В старом обряде в настоящее время крестное знамение совершают следующим образом: «Возлага́емъ рꙋ́кꙋ свою̀ пре́жде на чело̀, пото́мъ на пꙋ́пъ и҆ на пра́вое ра́мо и҆ на ле́вое» (Книга «Старчество». Слово 11).
Более древнее, но менее употребимое «двоеперстие» используется при «старом обряде» богослужения в единоверии и старообрядчестве. В настоящее время двоеперстие не запрещено использовать и в Русской православной церкви, где «троеперстие» и «именословное перстосложение», используемое при благословении священниками и архиереями, стали более употребительными.

### Двоеперстие

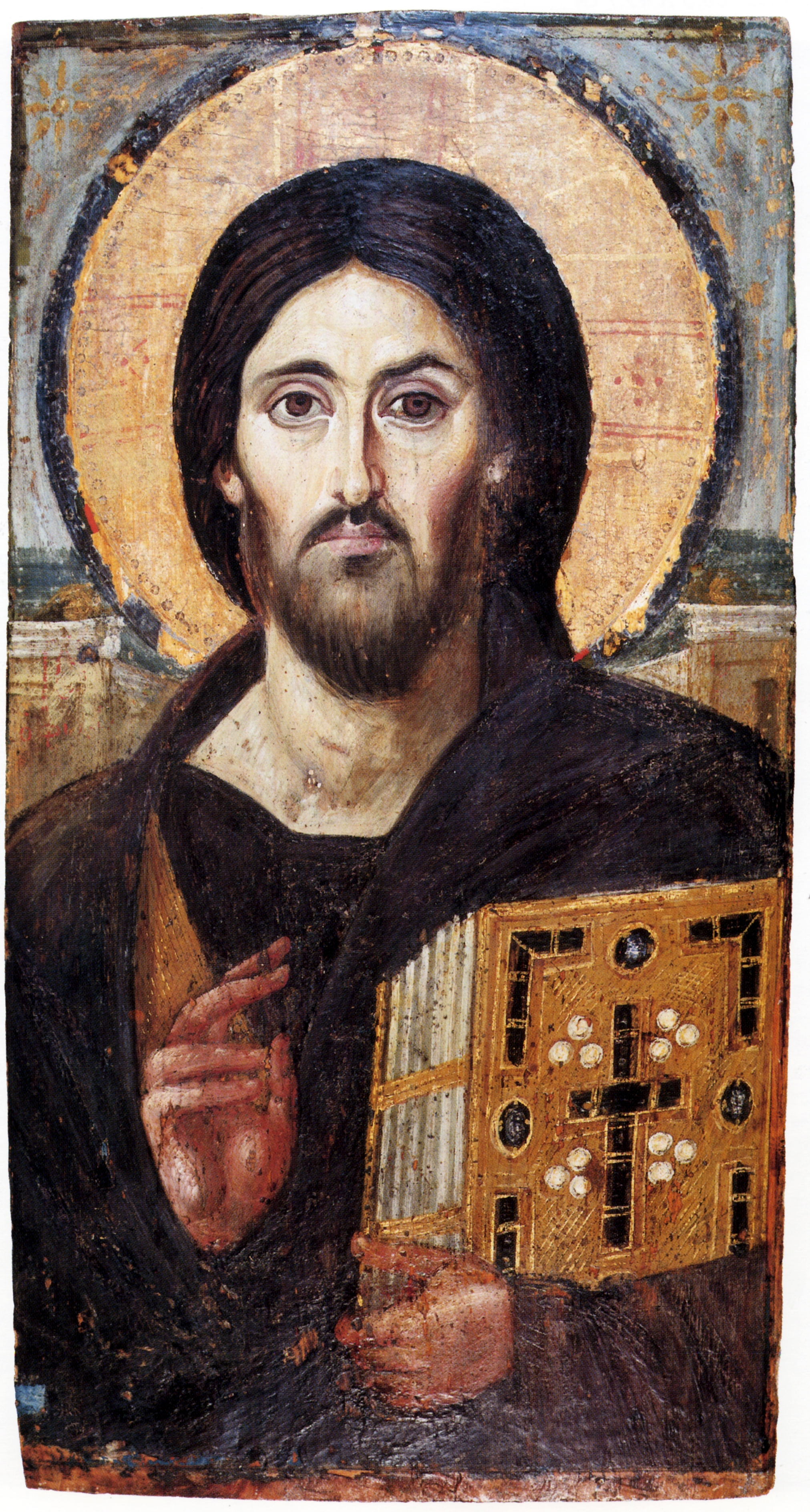
Одна из древнейших икон Христа (VI век, монастырь Святой Екатерины)

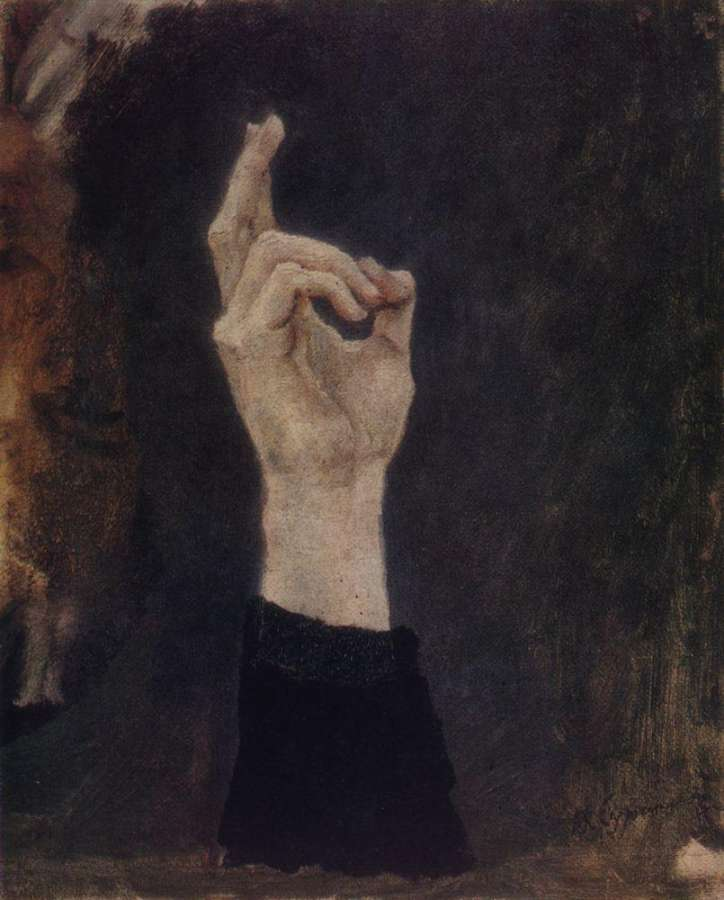
Василий Суриков. Этюд к картине «Боярыня Морозова»

Двоеперстие (также двуперстие) было принято вместе с Крещением Руси и преобладало до реформ патриарха Никона в средине XVII века и было официально признано в Московской Руси Стоглавым собором. Практиковалось оно до середины XIII века и на греческом Востоке (Константинополе). Позже было вытеснено троеперстием.
Двоеперстие было официально осуждено в Русской церкви на поместных соборах: Соборе 1656 года и на Большом Московском соборе все крестящиеся двуперстно были провозглашены еретиками и преданы анафеме, то есть отлучены от церкви, и подвергнуты жесточайшим гонениям. На Поместном соборе Русской православной церкви 1971 года все дониконовские русские обряды, включая древнее двуперстное крестное знамение, были признаны православными, и анафемы на них принято считать «яко не бывшие».
При совершении двоеперстия два пальца правой руки (указательный и средний) соединяются вместе, символизируя две природы единого Христа, при этом средний палец получается слегка пригнут, что означает божественное снисхождение и вочеловечение. Три оставшиеся пальца также соединяются вместе, символизируя Пресвятую Троицу; причём в современной практике конец большого пальца упирается в подушечки других двух, которые покрывают его сверху. После чего кончиками двух пальцев (и только ими) касаются последовательно лба, живота или нижней части персей (груди), правого и левого плеча. Подчёркивается, что нельзя креститься одновременно с поклоном; поклон, если он требуется, следует совершать уже после того, как опустили руку.
В древнем обряде не используется троеперстие, считается, что изображение креста тремя перстами в честь Святой Троицы символически неверно, потому что на Кресте распялся и страдал Иисус Христос тварными душой и телом, а не вся Троица божественною природою.

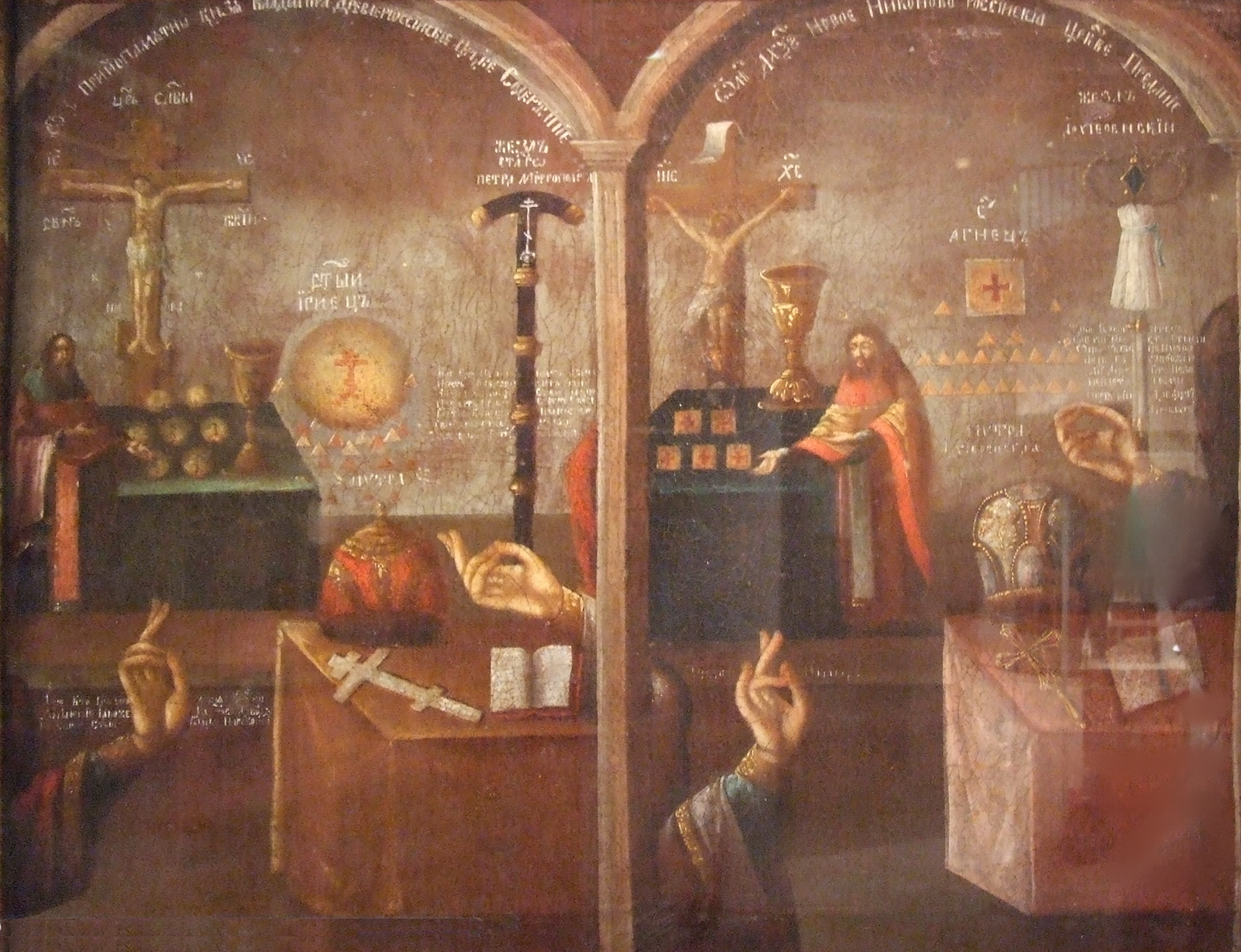
«Спор о вере». Неизвестный художник XVIII века. Государственный музей истории религии

Священник, благословляя, не использует какого-либо особого перстосложения, а складывает руку в то же самое двоеперстие, символизирующее распятого на Кресте Иисуса Христа. Именословное перстосложение считается неверным, потому что в нём получается изображение из перстов имени Иисуса Христа без титло в неправильном порядке ICXС (чтение справа налево). Надпись имени Иисуса Христа на греческом выглядят на иконах и в богослужебных книгах: Ιησούς Χριστός — I҃C X҃C. Кроме того, в древнем обряде двоеперстие считается универсальным для любых языков, в отличие от именословного перстосложения, которое изображает литеры лишь на греческом или славянском языках и совсем не изображает Троицу.

### Троеперстие

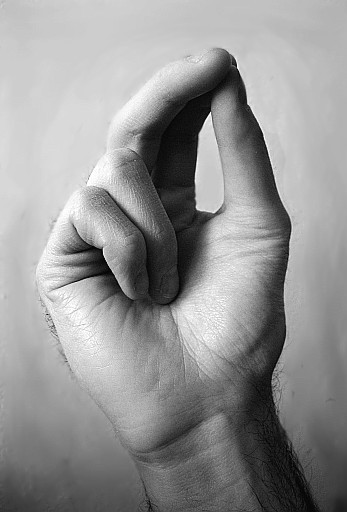
Рука, сложенная в троеперстии

Троеперстие — для совершения крестного знамения складывают три первые пальца правой руки (большой, указательный и средний), а два других пальца пригибают к ладони; после чего последовательно касаются лба, верхней части живота, правого плеча, затем левого. Крестное знамение совершается во время и вне общественного богослужения, после произнесения молитвы. Молитвы могут быть различные: «Отче наш», «Иисусова молитва», «Песнь Пресвятой Богородице» и т. д.
Три сложенных вместе перста символизируют Пресвятую Троицу; символическое значение двух других пальцев в разное время могло быть разным. Так, первоначально у греков они вовсе ничего не означали. Позднее, на Руси, под влиянием полемики со старообрядцами (утверждавшими, что «никонияне из креста Христова Христа упразднили») эти два пальца были переосмыслены как символ двух природ Христа: Божественной и человеческой. Это толкование является сейчас самым распространённым, хотя встречаются и другие (например, в Румынской церкви эти два пальца толкуются как символ Адама и Евы, припадающих к Троице).
Рука, изображая крест, касается сначала правого плеча, потом левого, что символизирует традиционное для христианства противопоставление правой стороны как места спасённых и левой как места погибающих (см. Мф. 25:31—46). Таким образом, поднося руку сначала к правому, затем к левому плечу, христианин просит причислить его к участи спасённых и избавить от участи погибающих.

### Именословное перстосложение
Православный священник, благословляя людей или предметы, складывает пальцы в особое перстосложение, называемое именословным. Считается, что пальцы, сложенные таким образом, изображают буквы ІСХС, из которых потом надо сложить ІС ХС и мысленно прибавить титло, чтобы получилось имя Иисус Христос — І͠С Х͠С (Ιησούς Χριστός) в древнегреческом написании. При благословении руку при начертании поперечной линии креста ведут сначала налево (относительно преподающего благословение), потом направо, то есть, у человека, благословляемого таким образом, сначала благословляется правое плечо, потом левое. Архиерей имеет право преподавать благословение сразу двумя руками.
В православной иконографии рука, сложенная в крестное знамение, является распространённым элементом. Обычно так изображают священнослужителей с рукой, поднятой для благословения, но иногда крестное знамение как символ исповедания своей веры изображают и на иконах святых без священного сана. Обычно святых изображают с двоеперстием или с именословным перстосложением, крайне редко — с троеперстием.

## Католицизм
В католицизме, в отличие от православия, никогда не было таких конфликтов относительно сложения перстов при крестном знамении, как, например, в Русской церкви, там и в настоящее время существуют различные его варианты. Так, католические молитвенники, говоря о крестном знамении, обычно приводят лишь произносимую при этом молитву (In nomine Patris, et Filii, et Spiritus Sancti — «во имя Отца, и Сына, и Святого Духа»), ничего не говоря о сочетании пальцев. Даже католики-традиционалисты, обычно достаточно строго относящиеся к обряду и его символике, допускают здесь существование различных вариантов. Наиболее принятый и распространённый вариант в католическом мире — совершение крестного знамения пятью пальцами, открытой ладонью, слева направо, в память о пяти ранах на теле Христа.
Когда католик первый раз совершает крестное знамение, войдя в храм, он предварительно обмакивает кончики пальцев в особой чаше со святой водой. Этот жест, являющийся, по всей видимости, отголоском древнего обычая омывать руки перед совершением Евхаристии, позже был переосмыслен как обряд, совершаемый в воспоминания таинства Крещения. Некоторые католики совершают такой обряд и дома, перед началом домашней молитвы.
Священник, благословляя, использует такое же перстосложение, что и при крестном знамении.
Помимо обычного, большого креста, в латинском обряде сохранился, как остаток древней практики, малый крест. Он совершается во время мессы, перед чтением Евангелия, когда священнослужители и молящиеся большим пальцем правой руки изображают три маленьких креста на лбу, устах и сердце.
Для католика совершение крестного знамения в любой его форме, в любом обряде означает прежде всего провозглашение принадлежности ко Христу. Фома Аквинский писал, что крестное знамение — это знак страданий Иисуса Христа, который мы совершаем не просто для освящения или благословения, но для исповедания нашей веры в силу страданий Господа.